# Museo de Bellas Artes de Castellón

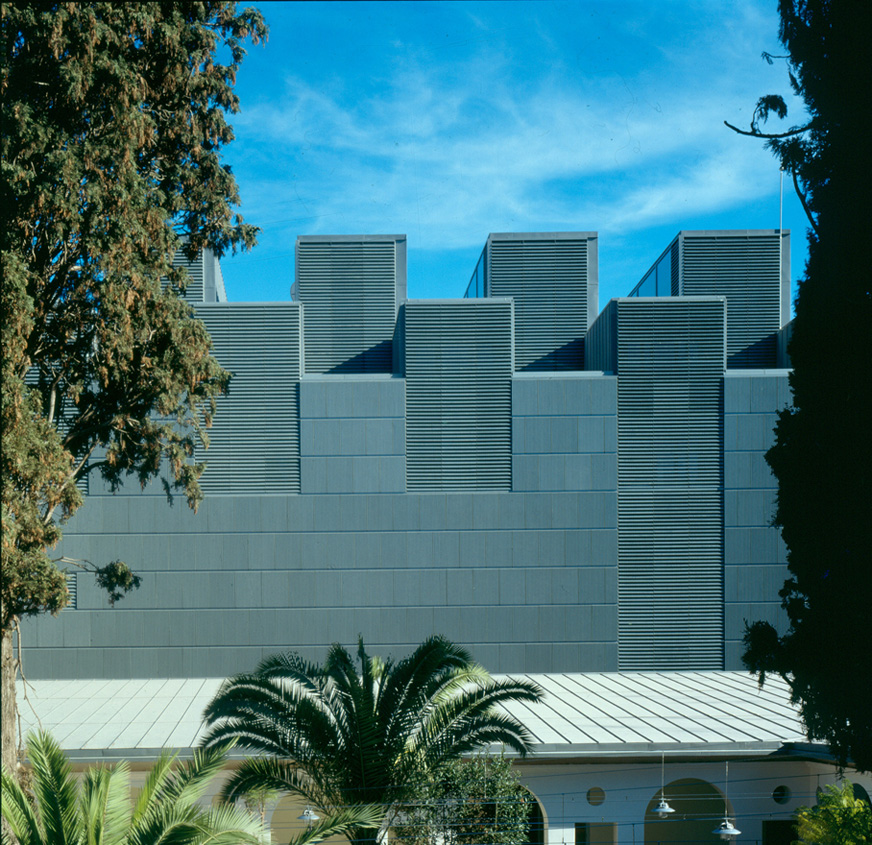
Vista exterior desde el claustro

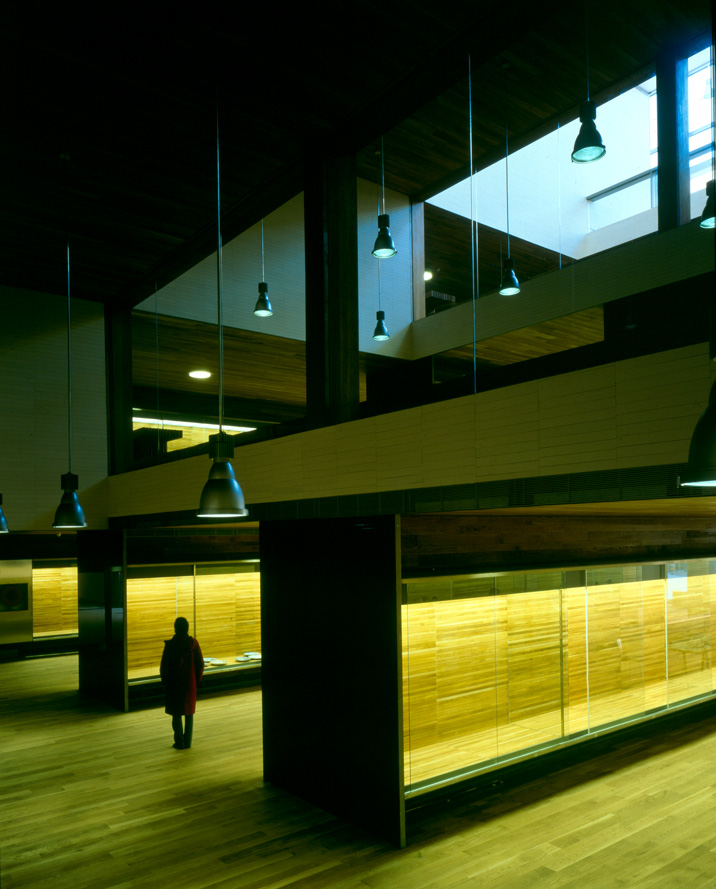
Vista interior de la planta baja

El Museo de Bellas Artes de Castellón, situado en la ciudad de Castellón de la Plana (España), es un edificio obra de Mansilla + Tuñón Arquitectos que ha sido reconocido en numerosos premios de arquitectura a nivel nacional, tales como el Premio de Arquitectura FAD 2001, el Premio Obra Excelente del año 2001 concedido por FCC, y el Premio de Arquitectura 1999-2000 del COACV (Colegio Oficial de Arquitectos de la Comunidad Valenciana). También ha sido finalista en el año 2001, del Premio Mies van der Rohe de Arquitectura Contemporánea de la Unión Europea, y en ese mismo año finalista en la III Bienal Iberoamericana de Arquitectura y Urbanismo.

## Descripción
Este museo es uno de los más antiguos de la Comunidad Valenciana ya que fue fundado en el año 1845 gracias a fondos artísticos recibidos de la desamortización de conventos al principio del siglo XIX. En un primer momento se le denominó como Museo Provincial de Bellas Artes y durante el siglo XX estuvo ubicado en distintos edificios de la ciudad. El actual edificio situado en la Avenida Hermanos Bous fue inaugurado el 25 de enero de 2001 y se puede señalar de él que:

«(...) gira alrededor de un claustro ajardinado con cipreses, perteneciente al antiguo colegio de Serra Espadá. La construcción que alberga las salas es un apilado de plantas de iguales dimensiones, en las que un espacio a doble altura se va desplazando, como una cascada de vacíos. La fachada exterior está revestida por unas placas de fundición de aluminio reciclado, en las que se graba, como quedaba escrito en los antiguos ladrillos romanos que conserva el museo, su destino: MUSEU DE BELLES ARTS» (Tuñón y Mansilla, 2000, p. 71).

El edificio es un claro referente de la arquitectura contemporánea realizado por los arquitectos Emilio Tuñón Álvarez y Luis Moreno Mansilla. Cuenta seis salas para la exposición, una de ellas dedicada a las exposiciones temporales. También dispone de una biblioteca, oficinas, almacén, taller de conservación y restauración de piezas, sala de conferencias y auditorio en el que se realizan diferentes actos culturales como conciertos y recitales de poesía.

## Colecciones
En lo referente a los fondos, además de la colección propia de la Diputación de Castellón y las obras provenientes de la desamortización de conventos de la zona, el museo exhibe obras depositadas por el Museo Nacional del Prado (José de Ribera, Giuseppe Recco, etc.), el Museo Nacional Centro de Arte Reina Sofía (José Bardasano, Juan Rivelles Guillén, etc.) y por la comunidad de monjas capuchinas de Castellón (lienzos del taller de Francisco de Zurbarán). También ha recibido donaciones, entre las que destaca las colecciones de Justo Bou Álvaro, Juan Bautista Porcar o Francesc Esteve i Gálvez.
Las salas de exposición se disponen en cuatro bloques en torno a un claustro. Las colecciones permanentes se dividen en tres grandes áreas: Arqueología-Etnología, Cerámica y Pintura-Escultura.
En el sótano se encuentra la sección de Arqueología y Etnología que se divide asimismo en cinco ejes expositivos: el arte y la comunicación, dónde destaca la muestra de arte rupestre Levantino; los artes de la subsistencia, que nos muestra la forma de vida desde los primeros pobladores de las tierras de Castellón; los productores de alimentos, englobada en la etnología de las tierras castellonenses; y la tecnología, el cambio cultural y las sociedades urbanas, donde se describe la evolución etnológica local desde la prehistoria hasta nuestros días.
En la planta baja y la primera planta se encuentra la colección más importante que consiste en cerámica tradicional valenciana de los siglos XV al XIX. Se exponen más de 800 piezas de diversos lugares pertenecientes todas ellas del legado de Francesc Esteve i Gálvez. En la segunda planta se encuentra la exposición de pintura y escultura con la mayoría de obras procedentes de la desamortización. En la tercera se encuentran las obras de los artistas vinculados a la Diputación de Castellón como Gabriel Puig Roda, Juan Bautista Adsuara Ramos, Francisco Gimeno Baron o Juan Bautista Porcar Ripollés entre otros..